# Yves Thomas
Pour les articles homonymes, voir Thomas.
Yves Thomas est un réalisateur et scénariste de cinéma français.

## Biographie
Yves Thomas a travaillé comme scénariste sur les films de Patricia Mazuy. Après avoir réalisé quelques téléfilms, il réalise son premier film en 2009, Rendez-vous avec un ange, qui est un échec critique et public. Il dirige le département scénario à la Fondation européenne pour les métiers de l’image et du son (Fémis).

## Filmographie

### Comme réalisateur
- 1986 : Triple sec (court-métrage)
- 2000 : L'Amour prisonnier (TV)
- 2009 : Rendez-vous avec un ange

### Comme scénariste
- 1993 : Travolta et moi, téléfilm de Patricia Mazuy dans la série Tous les garçons et les filles de leur âge...
- 2000 : Saint-Cyr de Patricia Mazuy
- 2001 : Combats de femme - Libre à tout prix (TV)
- 2009 : Rendez-vous avec un ange
- 2018 : Paul Sanchez est revenu !

## Nomination
- Nommé au César du meilleur scénario original ou adaptation pour Saint-Cyr en 2001